# Alerta roja

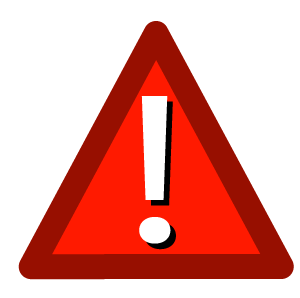
El triángulo de color rojo junto a un signo de exclamación, es un ícono utilizado como señal visual de advertencia ante una alerta roja.

Una alerta roja es el más alto nivel de amenaza o alerta en diversos sistemas de información y es a menudo utilizado para indicar un determinado tipo de emergencia. Literalmente este tipo de alerta se refiere a la iluminación de color rojo utilizada para indicar peligro. 
Una de las razones por las cuales se utiliza el color rojo se debe a que el ojo humano se adapta con mayor facilidad a la oscuridad desde el rojo que con otro color. Por ello se convierte en una ventaja su uso cuando en determinada situación todas las demás luces se están apagando, a causa de la emergencia.